# Ignaz Hinterleithner
Ignaz Hinterleithner (* 18. August 1898 in St. Martin; † 1. November 1973 in Lambach) war ein österreichischer Schriftsteller, Pädagoge und Politiker (SPÖ).

## Leben
Hinterleithner war Sohn eines gleichnamigen Volksschullehrers. Er besuchte nach der Volksschule das Stiftsgymnasium Wilhering und wurde an der Lehrerbildungsanstalt in Linz zum Lehrer ausgebildet. Er war zunächst von 1922 bis 1934 Bürgerschullehrer in Mauthausen. 1934 wurde er Hauptschullehrer und 1945 Hauptschuldirektor in Lambach.

## Politik
In Mauthausen war Hinterleithner von 1924 bis 1934 im Gemeinderat. 1934 war er mehrere Monate in politischer Untersuchungshaft. In Lambach war er von 1945 bis 1946 und 1949 bis 1965 Bürgermeister, dazwischen war er Vizebürgermeister. Von 1945 bis 1954 war er gleichzeitig österreichischer Abgeordneter zum Nationalrat. In der SPÖ engagierte er sich auch auf Bezirks- und Landesebene.
Ignaz Hinterleithner war bis zu seiner Deckung 1956 ab 1948 Mitglied der Freimaurerloge Gleichheit und 1950 Gründungsmitglied der reaktivierten Loge Zu den 7 Weisen.

## Werke
- Frau Polt. Brückenverlag, Linz 1947.
- Nichts als Worte? Gedichte. Selbstverlag, Lambach 1956.
- Fabeln. Selbstverlag, Lambach 1956.

## Auszeichnungen und Ehrungen
- Ehrenring der Marktgemeinde Lambach
- Goldene Medaille für Verdienste um die Republik Österreich
- Viktor-Adler-Plakette der SPÖ
- Benennung der Ignaz-Hinterleithner-Straße in Lambach